# Pascal Ondarts
Pascal Ondarts (Méharin, 1 de abril de 1956) es un empresario gastronómico y exrugbista francés que se desempeñaba como pilar. Fue internacional con Les Bleus de 1986 a 1991.

## Carrera
Jugó toda su carrera en el club Biarritz Olympique Pays Basque, desde 1977 a 1993, cuando el rugby era un deporte aficionado.
Representó a los Barbarians franceses en cuatro pruebas y triunfaron en todas, destacando las victorias ante los Springboks y World XV en los años 1990.

## Selección nacional
Jacques Fouroux lo convocó a Les Bleus por vez primera en noviembre de 1986, tenía 30 años y debutó ante los All Blacks.
Se retiró en la derrota 10-19 contra Inglaterra por los cuartos de final del mundial 1991. En total jugó 42 pruebas y marcó un try (en noviembre de 1987 a Rumania).

### Participaciones en Copas del Mundo
Fouroux lo llevó a Nueva Zelanda 1987 como titular indiscutido y jugó la final. Marcó al escocés Iain Milne, el australiano Andy McIntyre y al neozelandés John Drake.
| Mundial                       | Sede          | Resultado        | PJ | Tries |
| ----------------------------- | ------------- | ---------------- | -- | ----- |
| Copa Mundial de Rugby de 1987 | Nueva Zelanda | Subcampeón       | 5  | 0     |
| Copa Mundial de Rugby de 1991 | Inglaterra    | Cuartos de final | 4  | 0     |

Daniel Dubroca le mantuvo la titularidad en Inglaterra 1991 y con 35 años jugó todas las pruebas. Marcó al inglés Jeff Probyn en la eliminación francesa y escupió al árbitro David Bishop tras el partido.

## Estilo de juego
Aunque mayoritariamente jugó de pilar izquierdo, también podía hacerlo como derecho y se lo considera de baja talla para la posición. No obstante, destacó por su agresivo juego, conocimiento técnico y fuerza; con la que se imponía a sus rivales.

«Ondarts fue el mejor, el más fuerte y más difícil pilar contra quien he jugado». Jason Leonard, pilar de Inglaterra.

En 2006 el periódico británico The Times lo nombró en su lista de «los diez rugbistas franceses más fuertes de la historia».

### Palmarés
- Campeón del Torneo de las Seis Naciones de 1987, 1988 y 1989.